# Drumul european E80

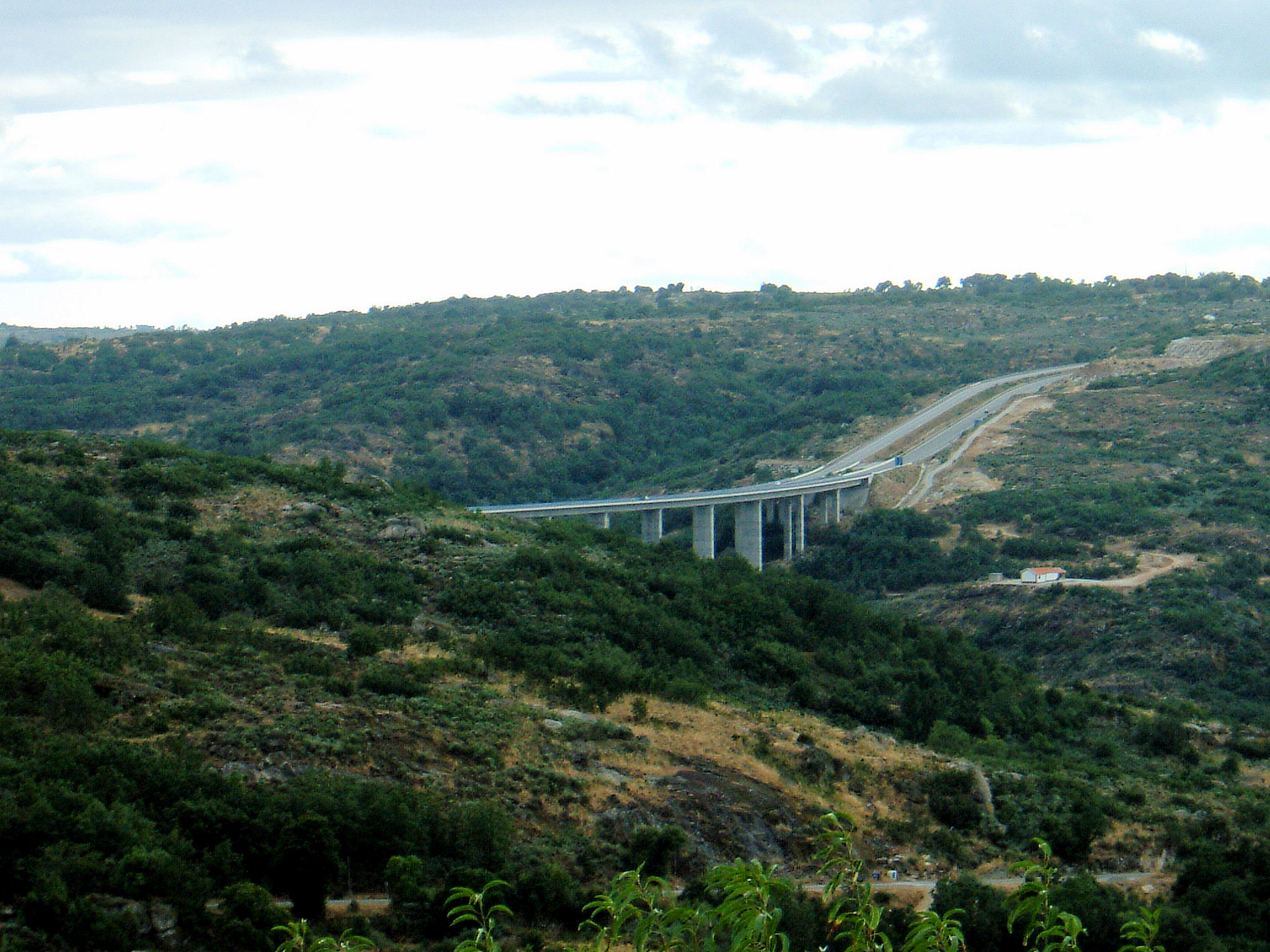
E80 în secțiunea Aveiro - Vilar Formoso, Portugalia.

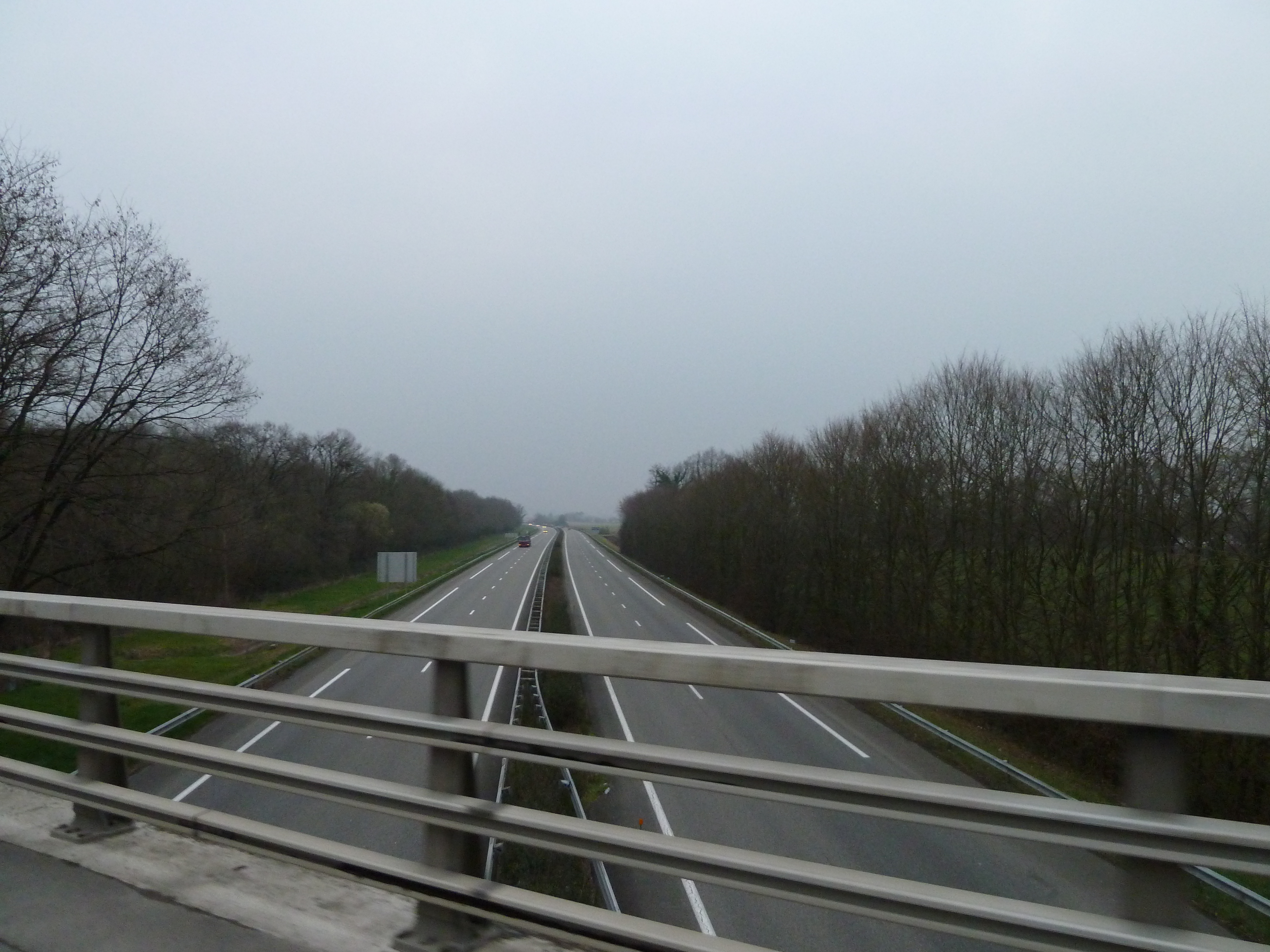
Autorouta A64 în sud-vestul Franței, lângă Pau here.

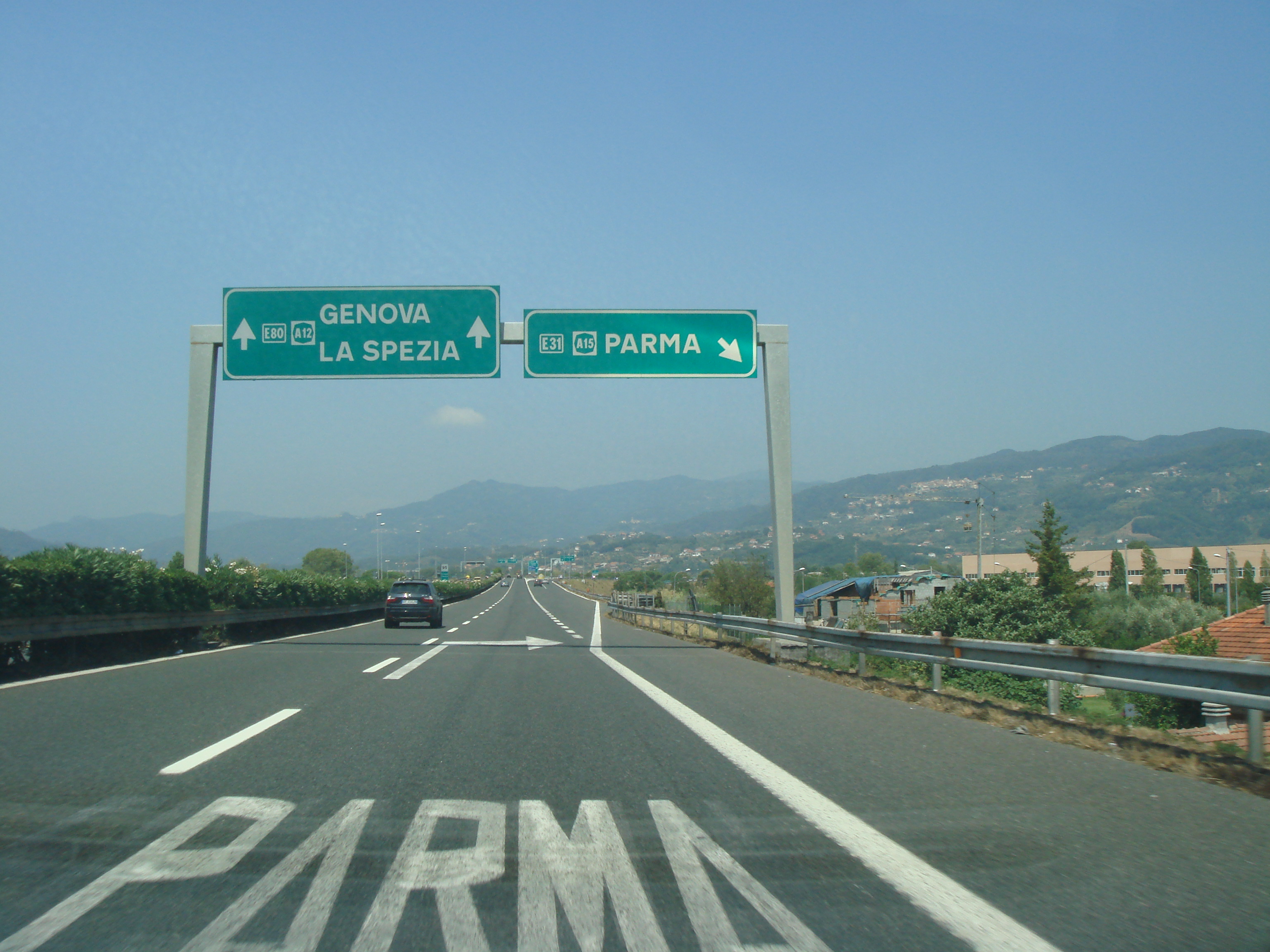
E80 lângă Sarzana, Italia.

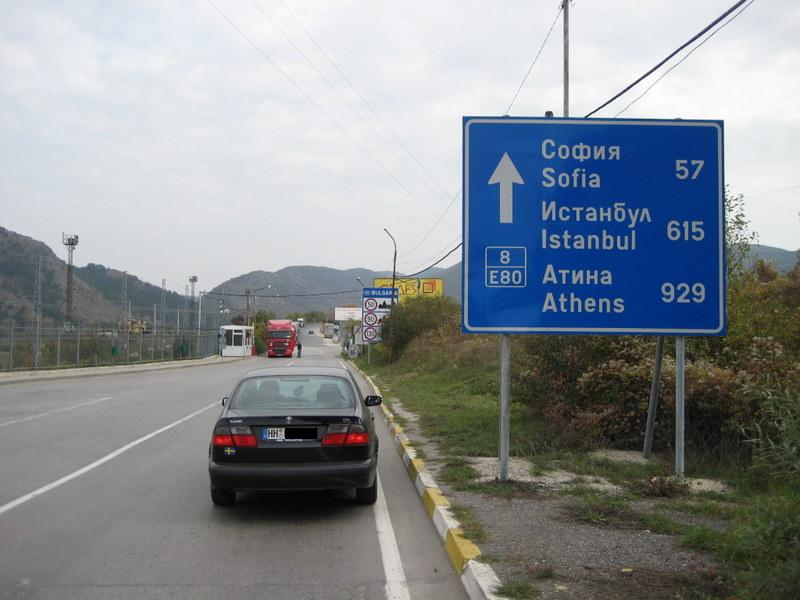
E80 lângă Dragoman, Bulgaria (granița cu Serbia).

Drumul european E80 este drumul european clasa A, de referință vest-est, care se întinde din orașul Lisabona, Portugalia, până în orașul turc Gürbulak, în est.

## Itinerariu

### Portugalia
A1 - Lisabona - Santarém - Leiria - Coimbra - Albergaria a Velha
A25 - Albergaria a Velha - Viseu - Guarda - Spania

### Spania
- Portugalia - Salamanca - Valladolid - Burgos
 - Burgos - Vitoria-Gasteiz - 
 - AP1 - San Sebastián - Franța

### Franța
A63 - Spania - Biarritz - Bayonne
A64 - Bayonne - Pau - Tarbes - Toulouse
A61 - Toulouse - Carcassone - Narbonne
 - Narbonne - Bézier - Montpellier - Nîmes
A54 - Nîmes - Salon-de-Provence
A7 - Salon-de-Provence - A8
 - A7 - Saint-Raphaël - Cannes - Antibes - Nice - Monaco - Italia

### Italia
- Franța - Savona - Genova
 - Genova - La Spezia - Massa - Pisa - S1
S1 - A12 - Grosseto - A12
 - S1 - Roma
A24 - Roma - A25
A25 - A24 - Pescara (Feribot către Croația)

### Croația
- Dubrovnik (Feribot din Italia) - Muntenegru

### Muntenegru
M2 - Croația - Budva - Podgorița - Bijelo Polje - Berane
P2 - Berane - Andrijevica
M9 - Andrijevica- Serbia

### Kosovo
M9 - Muntenegru - Kućište - Pejë - Priștina
M25 - Priștina - Podujevo - Serbia

### Serbia
35 - Kosovo  - Prokuplje - Niš
 - Niš - Bela Palanka - Pirot - Gradina - Bulgaria

### Bulgaria
Road 8 - Kalotina - Sofia
 - Sofia - Pazardzhik - Plovdiv - Cirpan
Road 8 - Cirpan - Plovdiv - Haskovo - Harmanli
 - Harmanli - Svilengrad - Turcia

### Turcia
-  Edirne - Kırklareli - Tekirdağ - İstanbul
 - İstanbul - İzmit
 - İzmit - Düzce - Bolu - Ankara
 - Ankara - Sivas - Erzincan - Erzurum - Ağrı
Partea drumului E80, din Turcia, este partea vestică a drumului AH1 (parte a Rețelei Asiatice de Autostrăzi), ducând până la Tokyo în Japonia.